# Kobudo
El kobudo (古武道) és un terme japonès que es pot traduir com a "Art marcial ancestral". Anteriorment es coneixia com a Kobujutsu ("Tècnica marcial ancestral").
Al Japó, aquest terme és utilitzat per referir-se a qualsevol art marcial tradicional (per exemple, Tenshin Shōden Katori Shintō-ryū), però fora del Japó generalment es refereix a l'ús de diferents armes tradicionals de la regió d'Okinawa (al sur del Japó).